# Nintendo DSi XL
Nintendo DSi XL (conocida en Japón como Nintendo DSi LL (ニンテンドーDSi LL Nintendō Dī Esu Ai Eru Eru?) es una videoconsola portátil producida por Nintendo. Era la cuarta revisión de la videoconsola portátil Nintendo DS. Fue anunciada el 29 de octubre de 2009 y lanzada en noviembre del mismo año (unos meses después en el resto del mundo). Fue descontinuada el 20 de abril de 2014.
La consola no está pensada para ser una continuación de DSi, sino para complementarla y coexistir en el mercado, aunque para diferentes públicos, además de seguir manteniendo el liderazgo frente al sistema PlayStation Portable (PSP) de Sony.

## Características
Las dimensiones de la consola Nintendo DSi XL son 161 mm de ancho, 91,4 mm de alto y 21,2 mm de profundo (frente a los 137 mm x 74,9 mm x 18,9 mm de la actual), con un peso de 314 gramos (frente a los 214,5 gramos de la videoconsola Nintendo DSi estándar) e incorpora un estilo más grande y robusto, de 129,3 mm., contando además con una batería de mayor duración, de entre 13-17 horas con el brillo más bajo.
Nintendo DSi XL incluye todas las funciones de la videoconsola portátil Nintendo DSi: dos cámaras de fotos, editor de imágenes y sonido, grabadora y reproductor de sonido, la posibilidad de descargar programas directamente a la consola desde la aplicación Tienda Nintendo DSi e incluyendo el navegador web Nintendo DSi Browser para navegar por Internet a través de redes inalámbricas Wi-Fi. Nintendo retrasó su lanzamiento para poder competir directamente con el sistema PSP de Sony, que entonces dominaba el mercado contra la videoconsola Game Boy Advance y la videoconsola Nintendo DS. La videoconsola está disponible en tres colores, azul, burdeos y bronce (nombrados por la propia Nintendo como cereza y chocolate), y salió al mercado con un precio ligeramente superior al modelo estándar.
La videoconsola Nintendo DSi XL tiene una pantalla a un 93% más grande que la videoconsola Nintendo DS Lite. Tiene un acabado brillante en la parte superior y mate en la parte inferior, para mejorar el agarre en superficies. Su brillo es más potente que el de las versiones de Nintendo DS, Nintendo DS Lite y Nintendo DSi. Además, la videoconsola Nintendo DSi XL cuenta con 2 lápices táctiles, el tradicional y otro lápiz táctil más grande y brillante que el de las tres anteriores versiones, que hace más fácil el control del juego en la pantalla táctil.

#### Ediciones especiales
La edición inicial incluía dos videojuegos: Brain Training: Letras y Diccionario 6 en 1. En la edición para América, incluía otros juegos: Brain Age Express Math, Brain Age Express: Arts & Letters, Photo Clock, Nintendo DSi Browser y Flipnote Studio (estas tres últimas pueden ser descargadas desde DSiWare en otros continentes).
Nintendo anunció una edición especial de color rojo con motivo del 25 aniversario del lanzamiento de Super Mario Bros.

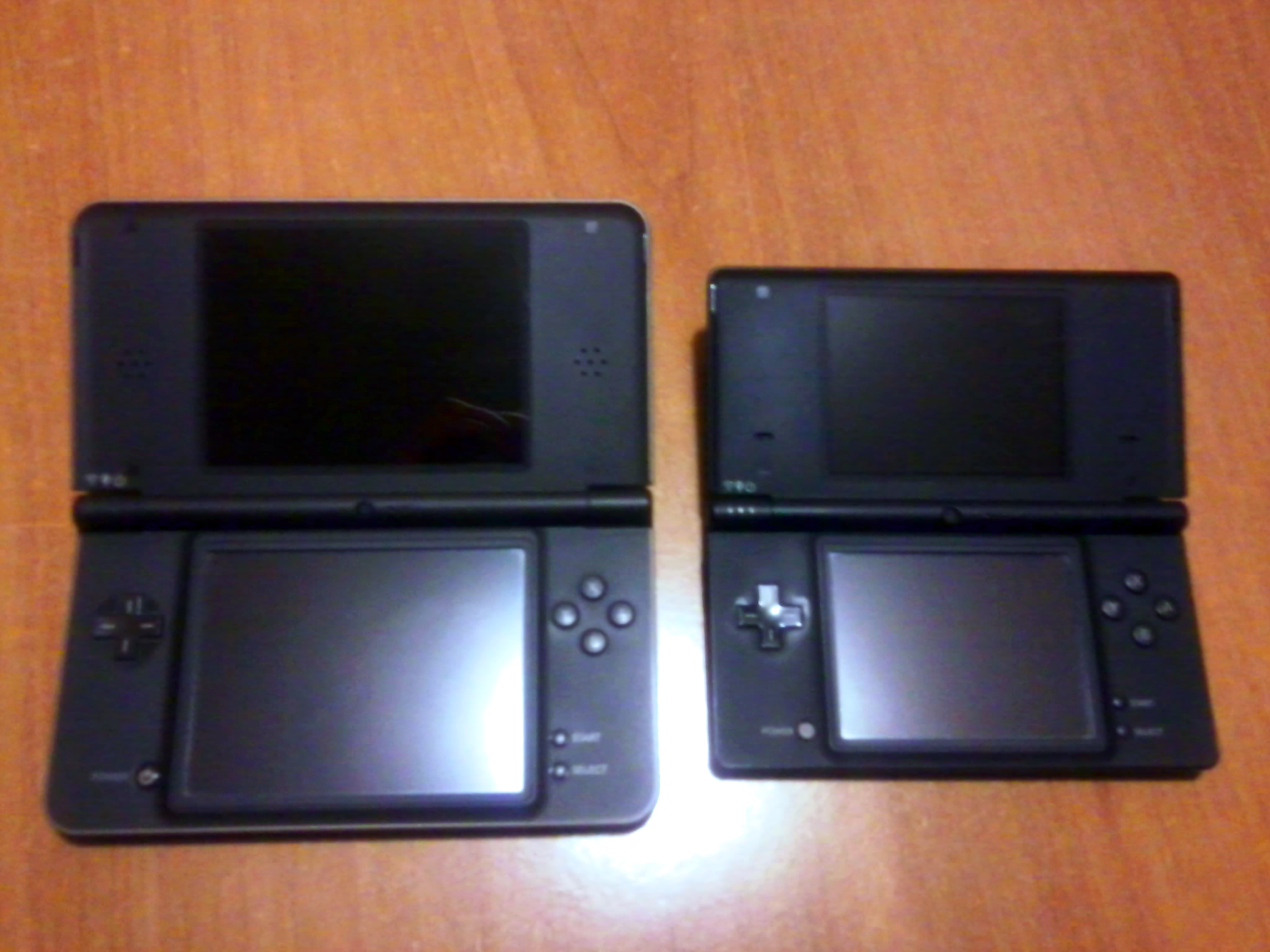
De izquierda a derecha, la consola Nintendo DSi XL y la Nintendo DSi

## Comparación de modelos
| Modelo           | Tamaño de pantalla (mm) | Peso (g) | Batería | Lápiz óptico (longitud) (mm) |
| ---------------- | ----------------------- | -------- | ------- | ---------------------------- |
| Nintendo DS      | 3"149 × 84,7 × 28,9     | 300      | 10-14 h | 75 mm                        |
| Nintendo DS Lite | 3,12"133 × 73,9 x 21,5  | 218      | 15-19 h | 87.5 mm                      |
| Nintendo DSi     | 3,25"137 × 74,9 × 18,9  | 214      | 10-15 h | 92 mm                        |
| Nintendo DSi XL  | 4.2"161 × 91,4 × 21,2   | 314      | 7-12 h  | 96 mm                        |

1. El tamaño de la pantalla se mide en diagonal, con una longitud de 10,7 cm, un 93% más grande que las pantallas de Nintendo DS, Nintendo DS Lite y Nintendo DSi.
2. Para la durabilidad de la batería se toman en cuenta los ajustes de brillo más bajos. La videoconsola Nintendo DSi XL puede durar algo menos de tiempo encendida con estos ajustes que sus predecesoras Nintendo DSi y Nintendo DS, ya que tiene una batería mayor, pero ocupa mayor parte de su procesador.
3. En esta tabla aparecen integradas las medidas de los estilos. La videoconsola Nintendo DSi XL incluye un lápiz óptico con forma de pluma más gruesa y más grande, permitiendo un mejor agarre y mayor comodidad en el juego, mientras que el resto de sus anteriores versiones no tienen este lápiz (aunque son compatibles), ya que fue especialmente diseñado para la videoconsola Nintendo DSi XL, aunque sí lo incluye la videoconsola Nintendo 3DS.

El Firmware actual de la consola es el 1.4.5E, donde se proporcionan mejoras detrás del escenario al rendimiento del sistema.